# Московський енергетичний інститут
Московський енергетичний інститут — російський вищий навчальний заклад в галузі енергетики, електротехніки, радіотехніки, електроніки, інформаційних технологій та менеджменту. Заснований в 1930 році. З 2010 року має статус Національного дослідницького університету. Офіційна назва — «Національний дослідницький університет «МЕІ». 
В МЕІ 12 інститутів, 65 кафедр, 176 науково-дослідних лабораторій, ОКБ і дослідницький завод, унікальна ТЕЦ, найбільша науково-технічна бібліотека в країні, стадіон «Енергія», басейн, палац культури.
Викладачі — 7 академіків і членів-кореспондентів РАН, 262 доктора наук, 715 кандидатів наук.
Навчальні корпуси розташовані в московському районі Лефортово. Гуртожитки для студентів, санаторій-профілакторій, їдальні, кафе розташовані в студентському містечку вулицями Енергетична, Лапіна, Енергетичний проїзд, 1-ша Сінічкіна. Видається газета «Енергетик». Організовано студентське Радіо «МЕІ», телебачення «МЭИ ТВ [Архівовано 13 грудня 2019 у Wayback Machine.]».
В МЕІ підготовлено більше 200 тис. фахівців з різних галузей науки і техніки.

## Історія
У 1929 році листопадовий Пленум ЦК КПРС ухвалив рішення про створення спеціалізованих вузів, що готують спеціалістів для окремих галузей народного господарства, в тому числі і для енергетики.
МЕІ з'явився в результаті об'єднання в 1930 році відповідних факультетів двох вузів — МДТУ ім. Баумана і нинішнього Російського економічного університету ім. Р. В. Плеханова в зв'язку з необхідністю підготовки великої кількості інженерів для електроенергетики країни. Вже 4 листопада 1927 року вийшов перший номер інститутської газети «Пролетар на навчанні», в 1937 році перейменована в «Енергетик».

### Передісторія
У 1905 році на механічному відділенні Імператорського Московського технічного училища (пізніше — Московське вище технічне училище імені М. Е. Баумана, нині — Московський державний технічний університет імені М. Е. Баумана) завдяки зусиллям К. А. Круга була відкрита спеціалізація з електротехніки і почалася підготовка інженерів-електриків; цей рік вважається роком заснування московської електротехнічної школи. У 1918 році на основі цієї спеціалізації було створено електротехнічний факультет МВТУ (його першим деканом — у 1918-1929 рр. — був професор К. А. Круг) .
У жовтні 1921 року VIII Всеросійський електротехнічний з'їзд схвалив план ДЕЕЛРО, підготовлений Державною комісією з розробки плану електрифікації Росії на чолі з Р.  М. Кржижановським, а в грудні того ж року план був затверджений IX Всеросійським з'їздом Рад. Це стало переломним моментом в історії російської енергетичної освіти: наявних на той час в Росії електро - і теплотехнічних кадрів для виконання поставлених перед енергетикою країни завдань було зовсім недостатньо. У короткі терміни в ряді вищих технічних навчальних закладів країни були організовані електротехнічні та енергетичні факультети. У Москві другим найважливішим центром підготовки інженерів-електриків став заснований в 1921 році в Московському інституті народного господарства (МІНГ; нині — Російський економічний університет імені Р. В. Плеханова) електропромисловий факультет (декан — професор Б. І. Угрімов). До 1930 року електротехнічний факультет МВТУ і електропромисловий факультет МІНГ вже мали досить добре обладнані лабораторії і висококваліфікований професорсько-викладацький склад; обидва факультети здійснювали підготовку інженерів-енергетиків широкого профілю за трьома основними напрямками: електро-, тепло - і гідроенергетиці. Однак в умовах форсованої індустріалізації СРСР необхідно було подальше збільшення кількості випускників інженерів .

### Заснування МЕІ
Індустріалізація в СРСР вимагала підготовки за період з 1930 по 1935 рік близько 435000 інженерно-технічних фахівців, в той час як їх число в 1929 році становило 66000.
20 березня 1930 року згідно з наказом № 1053 за ВРНГ СРСР МВТУ розділили на п'ять самостійних училищ, причому електротехнічний факультет був виділений у Вище енергетичне училище. Також розукрупненню піддався і МІНГ імені Р. В. Плеханова, на базі електропромислового факультету якого був створений самостійний галузевий інститут з електротехнічними спеціальностями. З осені 1930 року обидва галузевих енергетичних внз (згідно з наказом ВРНГ СРСР № 1897 від 3 вересня) були об'єднані в єдиний Московський енергетичний інститут (МЕІ). Перший курс цього інституту був укомплектований студентами нового набору, а чотири старших курса — переведеними з МВТУ і МІНГ студентами.
Набір спеціальностей, за якими МЕІ тоді вів підготовку фахівців, був невеликий: центральні електричні станції, техніка високих напруг, електричне устаткування фабрик і заводів, електричні машини, електричні апарати, електрична тяга, світлотехніка, радіотехніка, телефонія, телеграфия.
Найактивнішу участь в організації нового інституту взяли Круг і Угрімов. К. А. Круг очолив в МЕІ кафедру основ електротехніки, а Б. В. Угрімову викладати в МЕІ не довелося: у серпні 1930 року його заарештували у справі «Промпартії».

### 1930-ті роки
Спочатку новостворений Московський енергетичний інститут не мав власного будинку і почав свою роботу в аудиторіях і лабораторних приміщеннях, розташованих в різних районах Москви, що дісталися йому при розукрупненні МВТУ і МІНГ: в будинку № 29 по Горохівській вулиці (нині вулиця Казакова), на другому поверсі якого знаходилася адміністрація інституту, будинку № 7 на Коров'ячому броду (нині 2-а Бауманська вулиця), будинку № 4 по Кукуєвскому провулку, будинку № 16 по Великому Строченовському провулку .
Це приносило значні незручності при організації навчального процесу, і К. А. Круг звернувся до народного комісара важкої промисловості Р. К. Орджонікідзе з питання про будівництво нової будівлі МЕІ на Красноказарменній вулиці — по сусідству з Всесоюзним електротехнічним інститутом (ВЕІ), де одночасно працювали і він сам, і багато викладачів Московського енергетичного інституту. Очоленій Кругом групі професорів МЕІ вдалося отримати від наркома повну підтримку, а з нею й асигнування для початку будівництва, що розпочалося в 1934 році. У 1940 році корпус «А» (площею 8161 м2) нинішнього головного навчального корпусу МЕІ (вул. Красноказарменна, будинок № 17) був введений в експлуатацію , а 1948 році викладання було повністю перенесено на Красноказарменну вулицю. При цьому роль Круга як в будівництві головного навчального корпусу, так і оснащення його обладнанням була надзвичайно велика.
В перші два роки існування інституту в ньому не було факультетів, а студенти, починаючи з другого року навчання, розподілялися за спеціальностями, кожна з яких мала свій навчальний план і свого завідувача (це був прообраз майбутніх кафедр ). У 1932 році (відповідно до партійно-урядової постанови про реорганізацію вищої школи, що вийшла у цьому ж році) у структурі МЕІ було створено шість факультетів: електроенергетичний (ЕЕФ), теплотехнічний (ТТФ), электромашино — і апаратобудівельний (ЕМАБ), електрозв'язку (ЕЗФ), електрифікації транспорту (ЕлТрФ) та інженерно-економічний (ІЕФ); в 1933 році до них додався фізикоенергетичний факультет (ФізЕн).
У тому ж 1932 році Московському енергетичногому інституту було присвоєно ім'я В. М. Молотова (1957 році додавання «імені В. М. Молотова» з повного найменування МЕІ було вилучено).
Основний контингент студентів МЕІ становили парттисячники — в 1928 році на навчання у внз країни ЦК партії направив тисячу комуністів, так розпочався рух «тисячників» за оволодіння технічною освітою. Парттисячники — це люди у віці близько тридцяти п'яти років, які мають сім'ї; вони пройшли через рабфаки, через партійну систему підготовки, і були направлені на навчання в інститути.
У 1933 році загальна кількість студентів МЕІ складала 3845 чоловік (за даними на 1 жовтня).
У 1934 році було закладено головну будівлю МЕІ на Красноказарменній вулиці, на пустці колишнього Анненгофского гаїю (будинок № 17) та гуртожитки МЕІ в Лефортові.
Початкова структура МЕІ протягом 1930-х рр. зазнала ряд змін. У 1936 році фізикоенергетичного факультету та факультету електрозв'язку були об'єднані в електрофізичний факультет (ЕлФіз), а електромашино — і аппаратобудівельний факультет та факультет електрифікації транспорту — у електромеханічний факультет (ЕМФ). У 1938 році припинив існування інженерно-економічний факультет (а три кафедри, що входили до нього, були об'єднані в єдину кафедру економіки енергетики), спеціальність «радіотехніка» була виділена в Спецфакультет (у 1940 році перейменований в радіотехнічний факультет, РТФ).
З 1935 року в МЕІ з'явилася вечірня форма навчання (на вечірньому факультеті за спеціальністю «електрообладнання промислових підприємств»).

### 1940-і роки
У 1940 році МЕІ «за успіхи у справі підготовки висококваліфікованих інженерно-технічних і наукових кадрів» був нагороджений орденом Леніна.
22 червня 1941 року почалася Велика Вітчизняна війна. Вже 27 червня перша велика група співробітників та студентів МЕІ вирушила на фронт. Слідом за цим інший великий загін з МЕІ увійшов в ряди народного ополчення. В кінці червня 1941 року по закінченню іспитів півторатисячний загін студентів молодших курсів разом з викладачами та співробітниками на 3 літні місяці виїхав на спорудження оборонних укріплень на підступах до Москви в район Вязьми, частина студентів по закінченню цих робіт добровільно перейшли в народне ополчення. В інституті вже в перші дні війни були створені групи протиповітряної оборони, будувалися бомбосховища. Співробітники та студенти під час бомбардувань чергували на дахах гуртожитків студмістечка. Розгорнувся патріотичний рух за вступ до лав донорів: серед студентів і викладачів МЕІ було 270 донорів. Восени 1941 року в інституті були організовані курси медсестер.
За рішенням Уряду МЕІ був евакуйований до Казахстану. Колектив МЕІ прибув в Леніногорськ 20 листопада 1941 року, і з перших чисел грудня вже почалися заняття на трьох факультетах: електроенергетичному (декан — професор А. А. Глазунов), теплотехнічному (декан — професор К. І. Керцеллі) та електротехнічному (декан — професор А. Перекалін). У 1942-1943 навчальному році в Лениногорскому відділенні МЕІ займалося 600 студентів. Відділення МЕІ розміщувалося в приміщенні гірничо-металургійного технікуму та його гуртожитках .
У лютому 1942 року поновилися навчальні заняття в останньому в Московському відділенні МЕІ, директором якого був призначений Р. В. Фомічов. У 1942-1943 навчальному році контингент цього відділення налічував 753 студента на двох факультетах — енергетичному та електротехнічному. А наприкінці 1942 року, коли фронт стабілізувався на значному віддаленні від Москви, було ухвалено рішення про повернення евакуйованого відділення МЕІ знову в Москву.
5 січня 1943 року, спеціальним потягом Лениногорске відділення МЕІ разом з обладнанням лабораторій та бібліотекою прибуло до Москви. Для забезпечення харчування студентів інституту було надано радгосп «Більшовик» в Ярославській області. Інституту дозволили прийняти на перший курс 1200 осіб .
Постановою ДКО СРСР від 9 січня 1943 року Московському енергетичному інституту були виділені кошти для продовження будівництва комплексу будинку № 17 по Красноказарменній вулиці, для створення нових лабораторій і поповнення старих сучасним обладнанням. Інституту передавався 8-поверховий будинок № 13 по Красноказарменній вулиці (архітектори Л. Н. Мейльман, В. Я. Мовчан і Р. Я. Мовчан), в якому з жовтня 1941 року було розміщено ряд проектних організацій . В цьому будинку, який став лабораторним корпусом МЕІ (корпус «Е»), відсутні сходи (плавний перехід підлоги між поверхами в круглій вежі), кабінки ліфта типу патерностер (по 8 кабінок вниз і по 8 вгору) без дверей, що переміщуються між поверхами безупинно вгору і вниз. Особливо допитливі студенти заїжджають в кабінках на горище, щоб побачити переміщення кабінок по горизонталі. Ліфтер на 1-му поверсі пильно стежить, щоб студенти не заїжджали в підвал.
З лютого 1943 року викладання в МЕІ велося вже на чотирьох факультетах: електроенергетичному, теплотехнічному, електромеханічному і електрофізичному.
У червні 1943 року керівництво інститутом було доручено асистентові кафедри кабельної техніки В. А. Голубцовій (ректор МЕІ у 1943-1952 рр..), діяльність якої залишила в історії МЕІ яскравий слід. Зокрема, в період ректорства в головному навчальному корпусі МЕІ (вул. Красноказарменна, будинок 17) були збудовані та оснащені для проведення навчального процесу корпуси: «Б» (площею 5864 м2, 1943), «В» (12 660 м2, 1945), «Р» (6353 м2, 1945), «Д» (8513 м2, 1952 р.). Інституту також передали будинок № 14 по Красноказарменній вулиці, де раніше розташовувалася Академія ПВО. На баланс МЕІ було передано 10 корпусів по вулиці Лефортовський Вал, з яких були виселені всі мешканці і сторонні організації.
Поступово збільшувалося число факультетів. У вересні 1943 року зі складу теплотехнічного факультету (перейменованого в 1946 році в теплоенергетичний факультет, ТЕФ) виділився енергомашинобудівний факультет (ЕнМФ); в тому ж році був відновлений радіотехнічний факультет. У 1945 році на базі гідротехнічної і гідроенергетичної спеціальностей був утворений гідроенергетичний факультет (ГЕФ), а зі складу електромеханічного факультету виділився факультет електрифікації промисловості і транспорту (ЕПТФ; в 1962 році перетворений у факультет електрообладнання і автоматизації промисловості і транспорту, ЕАПТФ). У 1947 році електрофізичний факультет був перетворений у факультет електровакуумної техніки та спеціального приладобудування (ЕВПФ), який у 1950 році вперше в Європі приступив до підготовки фахівців з обчислювальної техніки та програмування. У 1948 році був створений фізико-енергетичний факультет («9-й факультет»), набір на який провели, відібравши студентів-відмінників з інших факультетів (з другого по четвертий курси); в стінах МЕІ він перебував недовго: у квітні 1951 року всіх його студентів, аспірантів, викладачів та співробітників у відповідності до постанови Уряду СРСР перевели в Московський механічний інститут (з 1953 року — Московський інженерно-фізичний інститут, МІФІ), де вони влилися до складу інженерно-фізичного факультету.
Прискорений розвиток МЕІ у 1943-1945 рр. багато в чому пояснюється тим, що більшість інших енергетичних вузів країни (Ленінградський, Київський, Харківський, Львівський енергетичні інститути) опинилися в зоні німецької окупації або в зоні воєнних дій і не могли забезпечити країну необхідною кількістю фахівців для енергетики. Робота МЕІ в цей період зіграла найважливішу роль для останніх двох років війни і перших повоєнних років: саме МЕІ взяв на себе основну відповідальність по відшкодуванню того колосального збитку у підготовці енергетичних кадрів, який завдала країні війна.
1 травня 1944 року був виданий Указ Президії Верховної Ради СРСР, за яким 230 викладачів, співробітників і студентів МЕІ були нагороджені медаллю «За оборону Москви». Указом Президії Верховної Ради СРСР від 6 червня 1945 року багато працівників МЕІ були нагородженімедаллю «За доблесну працю у Великій Вітчизняній війні 1941-1945 рр.».

### 1950-ті роки
В 1951 році закінчено будівництво та проведений пуск унікальної навчально-експериментальної ТЕЦ МЕІ, що використовується для дослідних робіт і в навчальному процесі. Ця ТЕЦ знаходиться у дворі будинку № 17 і має потужність 12 МВт; на її території розташувалися також лабораторії ряду кафедр енергомашинобудівного факультету. У вестибюлі головного корпусу вище першого маршу широких сходів були встановлені скульптури Сталіна і Молотова (у півтора рази більше натурального зросту); після викриття культу особистості Сталіна їх місце зайняв великий бюст Леніна.
У січні 1952 року В. А. Голубцова, йдучи з посади директора МЕІ, передала керівництво інститутом своєму заступнику з навчальної частини М. Р. Чілікіну, який залишався директором (пізніше — ректором) МЕІ понад 24 років (до лютого 1976 року) і здобув глибоку і заслужену повагу серед викладачів та співробітників інституту великим тактом у спілкуванні з людьми. Період його ректорства характеризувався бурхливим і різнобічним розвитком МЕІ.
У 1953 році в інституті був організований Сектор спеціальних робіт МЕІ (1958 році перейменований в Особливе конструкторське бюро МЕІ) для участі в роботах по ракетній техніці, де спочатку керівником був академік В. О. Котельников, а після його звільнення керівником був призначений А. Ф. Богомолов. Для ОКБ МЕІ була виділена велика територія під Москвою біля села Долгое Льодово (Ведмежі озера). Там був створений Центр космічного зв'язку ОКБ МЕІ «Ведмежі озера», де були встановлені радіотелескопи з повноповоротними дзеркальними антенами, найбільша з яких має діаметр 64 метра, з сучасної прийомо-передавальною апаратурою, пристроями обробки та подання інформації, обчислювальним центром та лініями внутрішнього і міжнародного зв'язку. На їх основі був створений пункт прийому даних, що забезпечував отримання наукової інформації з автоматичних міжпланетних апаратів «Венера-15», «Венера-16», «Вега», «Фобос» та інших. Радіотелескопи забезпечують зв'язок з космічними апаратами, що працюють в далекому космосі. В ОКБ МЕІ студенти проходять практику.
У 1952 році завершено будівництво спортивного корпусу. У 1954 році відкрилися Будинок культури МЕІ (БК МЕІ), їдальня на 400 місць, зимовий плавальний басейн. З 1958 року в МЕІ працює обчислювальний центр.
У 1959 році на березі Чорного моря поблизу Алушти відкрито спортивно-оздоровчий табір МЕІ.
Побудована база відпочинку студентів і викладачів МЕІ під Москвою в Фірсанівці. На базі відпочинку проводяться посвяти в студенти МЕІ.
В 1955 році була видана книга, що описує перші 50 років діяльності інституту — «50 років Московського ордена Леніна енергетичного інституту імені В. М. Молотова (1905-1955)» (аж до 1980 року історію МЕІ відраховували від 1905 року).
У ці роки в МЕІ навчалося багато студентів з Китаю. Були також студенти з Угорщини, Північної Кореї, Румунії та інших країн соціалістичного табору.
Певних змін у 1950-ті роки зазнала структура МЕІ. У вересні 1953 року зі складу теплоенергетичного факультету виділився факультет промислової теплоенергетики (ПТЕФ). У 1958 році факультет електровакуумної техніки та спеціального приладобудування був розділений на два самостійні факультети: автоматики та обчислювальної техніки (АВТФ) і електронної техніки (ЕТФ). У 1959 році розформували гідроенергетичний факультет: частину його кафедр передали на ЕЕФ, частину — на ЕнМФ.

### 1960-ті роки
У 1961 році були створені Волзька (Волгоградська обл.) і Смоленська філії МЕІ, а в 1968 році відкрито філію в Казані. Волзька філія в 1967 році була перетворена в Чуваський державний університет.
У студентському містечку споруджено пам'ятник студентам, викладачам і співробітникам МЕІ, які віддали життя за Батьківщину в роки Великої Вітчизняної війни.
Побудована база відпочинку студентів і викладачів МЕІ в Криму поблизу міста Алушта.
В головному навчальному корпусі МЕІ запрацювало кафе-автомат.
Запрацював навчальний телевізійний центр МЕІ. Навчальні аудиторії обладнані телевізорами для демонстрації експериментів і навчальних матеріалів. В телецентрі проводяться лабораторні заняття студентів радіотехнічного факультету. Працює Обчислювальний центр інституту з найшвидшими тоді обчислювальними машинами БЭСМ-6.
МЕІ надано право приймати до захисту докторські і кандидатські дисертації .
У 1966 році інститут був переданий у підпорядкування Міністерству вищої і середньої професійної спеціальної освіти СРСР. Незабаром МЕІ перетворився в опорний вуз, що забезпечує узагальнення досвіду роботи внз країни, написання підручників, перевірку нових методик викладання. У наступні 8 років професорами і викладачами МЕІ було видано 176 підручників, 175 монографій, 1400 навчальних посібників.
У 1967 році Мінвуз СРСР затвердив МЕІ як базовий інститут, що має право вести навчання студентів за індивідуальними навчальними планами і власними навчальними програмами. У тому ж році був організований Музей історії МЕІ.
У 1969 році в МЕІ відкрилося підготовче відділення, що дозволяє полегшити вступ до інституту робочій і сільській молоді. В подальшому на базі підготовчого відділення запрацював постійно діючий семінар завідувачів підготовчими відділеннями м. Москви.

### 1970-ті роки
В МЕІ — 9 факультетів: електроенергетичний, електромеханічний, електрифікації та автоматизації промисловості і транспорту, енергомашинобудівний, теплоенергетичний, промислової теплоенергетики, автоматики і обчислювальної техніки, електронної техніки, радіотехнічний.
Побудовано нову будівлю науково-технічної бібліотеки на Красноказарменній вулиці. У бібліотеці — понад 2 000 000 книг, оплачений вільний доступ на комп'ютерах до іноземної наукової періодики.
У БК МЕІ проводяться конкурси самодіяльної пісні «Лефортово».
Студентські будівельні загони МЕІ працюють на будівництвах міста Гагарін, на будівництві Саяно-Шушенської ГЕС. Студенти МЕІ місять бетон на Байкалі і на Далекому Сході.
У 1971 році 25 студентів, відмінників МЕІ, стали делегатами I Всесоюзного зльоту студентів у Москві і нагороджені медалями «За доблесну працю».
В 1976 році в складі МЕІ був утворений десятий факультет — енергофізичний (ЕФФ); до нього увійшли кафедри атомних електричних станцій, інженерної теплофізики, кріогенної техніки загальної електротехніки.
У 1970-х роках в МЕІ щороку навчалися 25 тис. студентів, працювало 1,8 тис. викладачів, у тому числі академіки АН СРСР В. А. Кириллин, В. А. Котельников, А. А. Стырикович, члени-кореспонденти АН СРСР А. Ф. Богомолов, Г. Н. Петров, Б. С. Петухов, В. І. Сіфоров, академік АПН СРСР В. А. Фабрикант, 140 професорів і докторів наук, понад 800 доцентів і кандидатів наук. Щорічно за результатами науково-дослідних робіт видавалося понад 50 збірників праць.
До 1975 року в МЕІ підготовлено і видано 708 підручників і монографій, заснована Книга пошани МЕІ, створено раду ветеранів війни.

### 1980-ті роки
Створено клуб випускників МЕІ. Клуб організовує зустрічі випускників університету, розповідає про події та життя працівників і студентів.
В інституті організована і ефективно працює система центрів підготовки та перепідготовки фахівців за програмою підвищення кваліфікації і професійної перепідготовки (ЦПП). Студенти також можуть продовжувати навчання в аспірантурі та докторантурі інституту.
З 1984 року працює клуб дельтапланерного спорту МЕІ. Льотна база клубу знаходиться на аеродромі Коробчеєво в Коломенському районі Московської області. Річні збори членів клубу проводяться щорічно на горі Клементьєва в Криму (Феодосія).
У 1982 році побудовано новий багатоповерховий гуртожиток для студентів та аспірантів за адресою: 1-ша вулиця Сінічкіна, буд. 3 корп. 1а.

### 1990-ті роки
У 1992 році МЕІ отримав статус технічного університету. З цього моменту офіційна назва вузу — «Московський енергетичний інститут (технічний університет)».
1 травня 1993 року в МЕІ створено Туристично-пошуковий клуб «Горизонт».
У 1995 році був відкритий новий філіал МЕІ у Волзькому (Волгоградська область).
У складі МЕІ з'являються комерційні інститути, що надають своїм студентам на платній основі вищу освіту за непрофільними для МЕІ напрямками: у 1995 році утворений Гуманітарно-прикладний інститут (ГПІ), в 1996 році — Інститут технологій, економіки і підприємництва (ІТЕП). У 1999 році як спільний проект МЕІ і концерну «Festo» (Німеччина) був створений Центр підготовки «Російсько-німецький інститут бізнесу та промислової автоматики „МЕІ-ФЕСТО“» (ЦП МЕІ-ФЕСТО).
Казанська філія в 1999 році була перетворена в Казанський державний енергетичний університет.
Інтенсивно модернізується матеріально-технічна база МЕІ. Створено науковий центр «Зносостійкість» — найбільший в МЕІ науковий підрозділ з випробувальним полігоном на території Дослідного заводу МЕІ.
У 1998-2002 рр. в МЕІ проводилася робота по зміні організаційної структури, в ході якої на базі діючих факультетів створювались навчально-наукові підрозділи нового типу — інститути. Першим кроком стало об'єднання в 1998 році електромеханічного факультету (ЕМФ) і факультету електрифікації і автоматизації промисловості і транспорту (ЕАПТФ) в Інститут електротехніки (ІЕТ). В 1999 році на базі електроенергетичного факультету (ЕЕФ) був створений Інститут електроенергетики (ІЕЕ), а в 2001 р. на базі факультету промислової теплоенергетики (ПТЕФ) — Інститут проблем енергетичної ефективності (ІПЕЕф). У тому ж 2000 році теплоенергетичний (ТЕФ) і енергофізичний (ЕФФ) факультети були об'єднані в Інститут теплоенергетики та технічної фізики (ІТТФ), перейменований у 2008 році в Інститут теплової та атомної енергетики (ІТАЕ). Нарешті, в 2002 році радіотехнічний факультет (РТФ) і факультет електронної техніки (ЕТФ) були об'єднані в Інститут радіотехніки й електроніки (ІРЕ), на базі факультету автоматики та обчислювальної техніки (АВТФ) був створений Інститут автоматики і обчислювальної техніки (АВТІ), а на базі енергомашинобудівного факультету (ЕнМФ) — Інститут енергомашинобудування та механіки (ЕнМИ).
З 1999 року МЕІ називався Державна освітня установа вищої професійної освіти «Московський енергетичний інститут (технічний університет)».

### 2000-ті роки
В МЕІ діє 9 інститутів, 2 філії, 3 прикладних факультети, понад 40 центрів ЦППВ. Введено платну освіту (поряд з держбюджетною формою). Студенти отримують соціальні стипендії. Кращі студенти отримують іменні стипендії, включаючи стипендії Клубу випускників МЕІ. Закрита військова кафедра МЕІ.
Створено науково-освітній центр МЕІ «Нанотехнології». Центр проводить практичні та лабораторні заняття для студентів, виконує наукові дослідження в галузі нанотехнології для енергетики, медицини та електроніки. Для центру закуплено високотехнологічне обладнання на 130 млн рублів.
З 2003 року відновлена робота студентів у виїзних студентських загонах в Іваново, Краснодарі і Підмосков'ї.

### 2010-ті роки
26 вересня 2010 року в селі Прудки Сафоновського району Смоленської області відкрита стела в пам'ять студентів МЕІ, які будували оборонні споруди у 1941 році під Москвою.
В МЕІ впроваджуються освітні стандарти 3-го покоління (ФГОС ВПО). В МЕІ вивчається 4000 дисциплін, з них близько 50 — дистанційно.
29 березня 2011 року президент РФ Д. А. Медведєв відвідав МЕІ, де в ході зустрічі зі студентами і викладачами технічних вузів відповів на запитання і вислухав пропозиції студентів щодо модернізації технічної освіти в Росії та підвищенні престижу інженерних професій.
З травня 2011 року офіційним найменуванням МЕІ стало Федеральна державна бюджетна освітня установа вищої професійної освіти «Московський енергетичний інститут (технічний університет)»; потім, з 22 липня 2011 року, — Федеральна державна бюджетна освітня установа вищої професійної освіти «Національний дослідницький університет „МЕІ“», а з 2015 року — Федеральна державна бюджетна освітня установа вищої освіти «Національний дослідницький університет „МЕІ“».
Статус національного дослідницького університету означає провідну роль МЕІ в Росії за наступними науковими напрямами: енергетична ефективність та енергозбереження, теплова і атомна енергетика, електроенергетичні системи та мережі, відновлювані джерела електричної і теплової енергії, екологія і безпека енергетики. У рамках державної підтримки НДУ МЕІ отримав протягом 5 років (2010-2015 р.) 1 млрд 700 млн рублів бюджетних коштів на розвиток інфраструктури МЕІ та його інформаційних ресурсів.
У 2012 році на базі ІТЕП і факультету економіки та управління, що входив до складу ДПІ, було створено новий структурний навчальний підрозділ НДУ «МЕІ» — Інститут менеджменту та економіки в енергетиці та промисловості (ІМЕЕП). 1 вересня 2014 року в результаті об'єднання ІМЕЕП, Центру підготовки «Інститут інформаційної та економічної безпеки» та кафедр Економіки та організації підприємств (входила до складу ІПЕЕФ) та Інженерного менеджменту (входила до складу ІЕТ) був створений Інженерно-економічний інститут (Інед).
У 2013 році була відкрита філія МЕІ в республіці Таджикистан, в місті Душанбе.
У 2014 році в МЕІ створений Інститут дистанційної і додаткової освіти (ІДДО), основне завдання якого — розвиток в НДУ «МЕІ» системи заочної основної і додаткової освіти з широким застосуванням дистанційних освітніх технологій.
15 листопада 2016 року Постановою Уряду Російської Федерації № 1190 Національному дослідницькому університету «МЕІ» присвоєна премія Уряду РФ 2016 року в галузі якості «за досягнення значних результатів у сфері якості продукції та послуг і впровадження високоефективних методів менеджменту якості».
Навчання в МЕІ доступно в очній, очно-заочній (вечірній) та заочній (дистанційній) формах.
27 березня 2017 року ухвалено рішення про відновлення військової кафедри в НДУ МЕІ.
28 листопада 2017 року в МЕІ створено Військово-інженерний інститут (ВІЇ).
10 січня 2018 року в структурі НДУ МЕІ створений Інститут гідроенергетики і відновлюваних джерел енергії (ІГВІЕ), до складу якого увійшли кафедри гідроенергетики та відновлюваних джерел енергії (ГВІЕ), інноваційних технологій техногенної безпеки (ИТТБ), гідромеханіки і гідравлічних машин (ГГМ).
Випускники МЕІ в даний час працюють у всіх найбільших енергетичних компаніях Росії.

## Студентське життя в МЕІ
Лекції читають академіки, професори. Стипендія в 1960-1980-і роки становила на 1-3-х курсах  — 45 руб., На 4-6-му курсах — 60 руб. Стипендія в 2010 році — 2200 руб., В 2011 році — 2600 руб. Навчальний тиждень — 5 днів з додатковим днем (субота) для самостійних занять.
Після 1-3-го курсу передбачена робота в будівельних загонах; після 3-5-го курсу — виробнича практика на підприємствах міста.
Після 5-го курсу студенти за радянських часів направлялися на військові збори з прийняттям присяги і присвоєнням звання лейтенанта. Після зборів — іспити з військової підготовки. Обов'язкова робота по розподілу після інституту — 3 роки. В даний час відстрочка від армії випускників МЕІ скасована. Відстрочка після навчання зберігається, якщо продовжити навчання в аспірантурі, докторантурі, влаштуватися фахівцем на роботу в «РКК Енергія» в Корольові.
Щорічно проводиться спартакіада між факультетами з 9 видів спорту. Проводиться конкурс «Міс першокурсниця», «Міс МЕІ», КВН, факультетські вечори, дискотеки.
Радіо МЕІ було засновано в грудні 2011 року. Звучить в головному корпусі інституту по вівторках і четвергах під час обідньої перерви в форматі записаних ефірів. Організована студія звукозапису. Радіо створюється виключно студентами і є підрозділом Профкому студентів МЕІ.

### Навчання іноземців
Іноземці, починаючи з 1950-х років, вступали в МЕІ без вступних іспитів. З метою підвищення їх рівня знань до рівня вітчизняних студентів в МЕІ були організовані курси довузівської підготовки. На цих курсах іноземці вивчали російську мову і профільні предмети.
Протягом всього терміну навчання іноземці також вивчали російську мову. Вивчення основних програм проводилося за індивідуальними планами. Особлива увага приділялася вивченню предметів марксистсько-ленінської теорії.
В інституті навчаються студенти з 66 країн світу. Випускники, які працюють викладачами, можуть продовжити навчання в інституті на факультеті підвищення кваліфікації (ФПКП) і проходять довге, до 10 місяців, наукове стажування.

## Організаційна структура
В цілях введення технічної університетської освіти факультети МЕІ перетворені в інститути.

### Навчальні інститути та факультети
- Інститут автоматики та обчислювальної техніки (АВТІ)

- Інститут теплової та атомної енергетики (ІТАЕ, кол. ІТТФ)

- Інститут проблем енергетичної ефективності (ІПЕЕф)

- Інститут радіотехніки й електроніки (ІРЕ)

- Інститут електротехніки (ІЕТ)

- Інститут електроенергетики (ІЕЕ)

- Інститут енергомашинобудування та механіки (ЕнМІ)

- Інститут гідроенергетики і відновлюваних джерел енергії (ІГВІЕ)

- Гуманітарно-прикладний інститут (ГПІ)

- Інженерно-економічний інститут (Інед)

- Військово-інженерний інститут (ВІІ)

- Інститут дистанційної і додаткової освіти (ІДДО)

- Центр підготовки «Російсько-німецький інститут бізнесу та промислової автоматики „МЕІ-ФЕСТО“» (ЦП МЕІ-ФЕСТО)

- Факультет довузівської підготовки (ФДП)

### Філії
- Філія у Волзькому Волгоградської області відкрита в 1995 році. Є 1 факультет, 6 спеціальностей. Навчається близько 800 студентів.

- Філія в Смоленську (СФ МЕІ) відкрита в 1961 році. Є курси перепідготовки, 3 гуртожитки, 7 напрямів навчання (електроенергетика і електротехніка, теплоенергетика і теплотехніка, технологічні машини і обладнання, інформатика і обчислювальна техніка, прикладна інформатика, електроніка і наноелектроніка, оптотехніка). Навчається 3000 студентів.

- Філія МЕІ-КЕК. Тверська область, місто Конаково

- Філія  в Душанбе[56], Республіка Таджикистан, відкрита в 2012 р.

### Самостійні підприємства
- Видавництво МЕІ

- Друкарня МЕІ

- Центр космічного зв'язку «Ведмежі озера» (ОКБ МЕІ)

- Дослідний завод МЕІ (ОПЗ МЕІ)

- Ремонтно-технічний центр МЕІ (РТЦ МЕІ)

- Будинок культури МЕІ (БК МЕІ)

- Теплоелектроцентраль МЕІ (ТЕЦ МЕІ)

- Енерго-фізичний ліцей № 1502

- До МЕІ відноситься також стадіон «Енергія», хладоцентр, басейн та ін

- ЦПП «Центр бойового самбо імені А. А. Харлампієва».

## Конференції та семінари
З 1994 року в МЕІ щорічно проводиться в кінці лютого — початку березня Міжнародна науково-технічна конференція студентів та аспірантів «Радіоелектроніка, електротехніка та енергетика» [Архівовано 3 грудня 2019 у Wayback Machine.]. Для участі в конференції запрошуються студенти та аспіранти всіх підрозділів і філій НДУ «МЕІ», вузів і наукових установ Росії, а також представники зарубіжних університетів.
З 2012 року проводиться бієнале Міжнародна науково-практична конференція «Інформатизація інженерної освіти (Інфоріно)» [Архівовано 11 серпня 2020 у Wayback Machine.]. Конференція проводиться з метою обміну досвідом навчання в галузі інформаційних технологій. У конференції беруть участь викладачі, технічні фахівці, аспіранти, представники підприємств.

## Партнери МЕІ
- ABB (Asea Brown Boveri Ltd.)

- Schneider Electric

- LG Electronics Inc.

- Siemens AG

- Інститут електроніки Болгарської академії наук

- Інститут космічних досліджень Болгарської академії наук

- Китайська промислова корпорація «Велика стіна»

- Іранська компанія Matn International Co.

- Кенійський інститут промислових досліджень

- Асоціація магістрів і інженерів Монгольської енергетики

- Асоціація Непал-Російської дружби

- Міністерство культури і освіти Ісламської Республіки Іран

- Корейський інститут електронних технологій

- Shanghai Transmission Line Institute

- Єгипетсько-російський університет

МЕІ бере участь в здійсненні міжнародних програм: TACIS, COPERNICUS, INTAS та ін.
Протягом довгого часу МЕІ є офіційним членом Міжнародної асоціації університетів .
МЕІ бере участь в таких організаціях, як:
- ЮНЕСКО,

- ЮНІДО,

- МАГАТЕ

- Міжнародна асоціація безперервної інженерної освіти, Міжнародний енергетичний клуб, міжнародний комп'ютерний клуб

- Міжнародна корпорація іноземних випускників радянських навчальних закладів (ІНКОРВУЗ)

- Міжнародна асоціація з великих електричних систем високої напруги

- Міжнародна асоціація з надпровідності

- Міжнародна асоціація вітроенергетики

- Європейська асоціація міжнародної освіти

- Асоціація міжнародних відділів технічних університетів країн Центральної та Східної Європи

## Будівлі МЕІ
- Головний навчальний корпус[57], актовий зал, музей (корпуси «А», «Б», «В», «Г», «Д»[58]) — розташовані за адресою: Красноказарменна вулиця, буд. 17. Корпус побудований в 1940-1952 рр.. Архітектор — М. М. Чураков (відомості музею МЕІ), проект 1938 р. (відомості Моспроект-10).

- Адміністративний корпус, ОКБ МЕІ (корпуси «Ж», «З», «І», «К», «Л»[58]): Красноказарменна вулиця, буд. 14[59]. В цьому корпусі з 1941 по 1944 рік перебував штаб партизанського руху у Великій Вітчизняній війні.

- Лабораторно-навчальний корпус (корпус «Е»[58]): Красноказарменна вулиця, буд. 13. Будівля в стилі конструктивізму побудована в 1930-х роках. Архітектори — Л. Н. Мейльман і Г. Я. Мовчан. Пам'яткою будівлі є великий вантажний пандус, по якому можна заїхати на 8 поверх, і багатокабінний дерев'яний пасажирський підйомник (патерностер). Замість сходів — підлога, що безперервно піднімається. У війну в будівлі розташовувався госпіталь, і по пандусу возили поранених.

- Бібліотека МЕІ і навчальна будівля (корпус «М»[58]): Красноказарменна вулиця, буд. 13а.

- Будинок культури МЕІ: Енергетичний проїзд, буд. 3А.

- Санаторій-профілакторій МЕІ: Енергетичний проїзд, буд. 8, к. 3.

- Поліклініка МЕІ (№ 100): Лефортовський вал, буд. 7, займала 1-й поверх будівлі (не працює з 2012 року).

- Гуртожитки МЕІ (8 корпусів на 3000 студентів):

- вул. Енергетична, буд. 6., 
- вул. Енергетична, буд. 8, корп. 2,
- вул. Енергетична, буд. 10, корп. 1,
- вул. Енергетична, буд. 14, корп. 1,
- вул. Енергетична, буд. 14, корп. 4,
- вул. Енергетична, буд. 18,
- вул. Лефортовський вал, буд. 7/6,
- 1-ша вул. Сінічкіна, буд. 3, корп. 1,
- 1-ша вул. Сінічкіна, буд. 3, корп. 1А.
- Оздоровчий табір МЕІ: Крим, Алушта, 15 км Судакського шосе.

- Спортивний табір МЕІ: Московська область, колишнє селище Фірсановка (нині у складі м. Хімки), спортивний табір «Фірсановка».

- Дитячий оздоровчий табір «Енергія»: Московська область, Солнєчногорський район, селище санаторію «Енергія».

- Стадіон «Енергія»: 2-й Краснокурсантський проїзд, буд. 12.

## Відомі викладачі та співробітники
- Див. також: Категория:Викладачі МЕІ

У стінах МЕІ працювали такі видатні вчені, як:
- засновник московскої школи електротехніків, член-кореспондент АН СССР професор К. А. Круг;

- академіки: А. Ф. Богомолов (радіотехніка), В. В. Болотін (механіка), С. І. Вавилов (фізика), В. А. Кіріллін (теплофізика), М. В. Кірпичов (теплотехніка), Ю. Б. Кобзарєв (радіотехніка), В. А. Котельніков (радіотехніка), В. С. Кулебакін (електромеханіка), С. А. Лебедєв (обчислювальна техніка), Ю. Н. Работнов (механіка), М. А. Стирікович (теплоенергетика), В. А. Фабрикант (квантова електроніка), К. І. Шенфер (електротехніка), М. В. Шулейкін (радіотехніка), нобелівські лауреати А. Д. Сахаров[61] (фізика) і П. А. Черенков (фізика);

- члени-кореспонденти: Е. В. Аметістов (теплотехніка), В. А. Голубцов (теплоенергетика), В. А. Григор'єв (кріогенна техніка), А. Ф. Д'яков (електроенергетика), Д. Г. Жимерин (економіка енергетики), А. Н. Ларіонов (електротехніка), А. Ф. Леонтьєв (математика), П. С. Непорожній (гідроенергетика), Г. Н. Петров (електромеханіка), Б. С. Пєтухов (теплофізика), В. І. Сіфоров (радіотехніка), Е. Е. Шпільрайн (теплофізика), Я. Н. Шпільрейн (математика), А. В. Щегляєв (турбобудування);

- професори: Е. К. Аракелян (теплоенергетика), А. І. Баскаков (радіотехніка), А. Е. Башарінов (радіолокація), Л. Д. Белькінд (світлотехніка), В. Е. Боголюбов (електротехніка), Г. В. Буткевич, Н. Н. Бухгольц (механіка), В. П. Васін (електроенергетика), В. І. Віссаріонов (гідроенергетика), М. П. Вукалович (теплофізика), С. І. Гамазін (електроенергетика), В. Г. Герасімов (електротехніка), П. Г. Грудінський (електротехніка), Н. С. Губонін (радіотехніка), Л. С. Гуткін (радіотехніка), М. Е. Дейч (турбобудування), А. А. Детлаф (фізика), Г. С. Жиріцький (турбобудування), Л. А. Жуков (эелектроенергетика), Т. Л. Золотарєв (гідроенергетика), І. Л. Каганов (промислова електроніка), В. С. Квятковский (гідротурбобудування), В. П. Кліманов (прикладна математика), Н. В. Коровін (електрохімічна енергетика), С. А. Кукель-Краевський (електроенергетика), Д. А. Лабунцов (теплофізика), Игор Всеволодович Лебедєв (кафедра "Електронні прилади") ,С. А. Левітан (фізика), Г. Д. Лобов (радіотехніка), С. А. Ломов (математика), В. Н. Маліновський (вимірювальна техніка), Г. Т. Марков (радіотехніка), Ю. Г. Мартиненко (механіка), В. П. Мотулєвич (теплофізика), Р. А. Нілендер (електротехніка), І. В. Новожилов (механіка), І. Н. Орлов (електромеханіка), С. В. Первачєв (радіотехніка), А. І. Перов (радіотехніка), С. І. Похожаєв (математика), Л. К. Рамзін (котлобудування), Д. М. Сазонов (радіотехніка), А. М. Седлецький (математика), Л. І. Сиротинський (електротехніка), М. Г. Слободянський (механіка), Н. Г. Сушкін (фізика), Д. Л. Тімрот (теплофізика), Н. Н. Удалов (радіотехніка), Г. М. Уткін (радіотехніка), А. Ф. Чаплін (радіотехніка), М. Г. Чілікін (електропривод), К. В. Шалімова (напівпровідникова електроніка) та ін.

У МЕІ також працювали:
доценти: Н. Н. Богданов (інженер-винахідник, кафедра промислової електроніки), М. Ф. Мар'яновський (Герой Радянського Союзу, майор; кафедра історії КПРС)., А. А. Харлампієв (творець самбо, кафедра фізвиховання) та ін;
співробітники: А. П. Жуков (генерал-майор авіації, працював на військовій кафедрі МЕІ), Р. Ф. Махрінов (Герой Радянського Союзу, генерал-майор авіації; працював в ОКБ МЕІ), Д. Е. Строганов (Герой Радянського Союзу, полковник; працював на військовій кафедрі МЕІ) та ін.

### Директори і ректори
До 1952 року посаду керівника інституту займав директор, з 1952 — ректор МЕІ.
| Період                          | Ректор                                                              |
| ------------------------------- | ------------------------------------------------------------------- |
| жовтень 1930 — лютий 1931       | Б. В. Лосєв                                                         |
| лютий 1931 — липень 1931        | П. А. Архіпов                                                       |
| липень 1931 — травень 1932      | А. Н. Мохов                                                         |
| травень 1932 — лютий 1933       | М. Стаблер                                                          |
| лютий 1933 — 15 жовтня 1941     | І. Дудкін                                                           |
| грудень 1941 — січень 1943      | Г. М. Петров (директор евакуйованого в Леніногорськ відділення МЕІ) |
| 3 червня 1943 — 4 січня 1952    | В. О. Голубцова                                                     |
| 4 квітня 1952 — 16 лютого 1976  | М. Г. Чилікін                                                       |
| 17 лютого 1976 — 6 лютого 1985  | В. О. Григор'єв                                                     |
| 10 квітня 1985 — 16 квітня 1990 | І. М. Орлов                                                         |
| 29 квітня 1990 — червень 2005   | Є. В. Аметистов                                                     |
| червень 2005 — 13 березня 2013  | С. В. Серебрянников                                                 |
| з 15 березня 2013 по даний час  | М. Д. Рогальов                                                      |

## Список почесних докторів МЕІ[68]
Відповідно до Положення про звання «Почесний доктор МЕІ», воно присуджується довічно вченим світового рівня, що мають науковий або педагогічний зв'язок з МЕІ, видатним державним, громадським та політичним діячам, "які зробили істотний внесок у розвиток взаєморозуміння між народами". У різний час це звання надавалось:

### Звання присвоєно в радянський час
- 1972 р. — Стефан Василев — голова Комітету НРБ по використанню атомної енергії (СВМЕІ)

- 1972 р. — Чакі Фрід'єш — чл.-кор. АН Угорщини

- 1972 р. — Отто Бенедикт (1897-1975) — академік АН Угорщини

- 1972 р. — Андраш Левай (1908-2003 — академік АН Угорщини

- 1980 р. — Блажей Антон — академік АН Чехії та Словаччини, ректор Словацької вищої технічної школи, ЧССР

- 1985 р. — Бенда Олдріх — академік АН Чехії, віце-президент АН Словаччини, професор Словацької вищої технічної школи, ЧССР

- 1985 р. — Штегман Р. — професор Словацької вищої технічної школи, ЧССР

- 1985 р. — Мош В. — професор Дрезденського технічного університету, НДР

- 1989 р. — Седлак Юрай — професор Словацької вищої технічної школи, ЧССР

- 1990 р. — Бенда Бжестислав — академік Чехословацької АН, професор Чеського вищого технічного училища в Празі, ЧССР

- 1990 р. — Клима Іржі — академік Чехословацької АН, ректор Чеського вищого технічного училища в Празі, ЧССР

### Звання присвоєно після 1992 року
- 02.12.93 — Шредер Дірк — професор Технічного університету Мюнхена, ФРН

- 27.05.94 — Чжан Тун — президент Китайської промислової корпорації «Велика стіна», КНР

- xx.05.95 — Йон Ілієску — президент Румунії

- 27.06.95 — Лі Пен — прем'єр Держради Китаю

- 25.04.97 — Генс Вольфганг — ректор Технічного університету Ільменау, професор, ФРН

- 30.05.97 — Барч Герхард — професор Технічного університету Берліна, ФРН

- 24.05.97 — Леонтьєв Олександр Іванович — академік РАН

- 27.03.98 — Микита Миколайович Моїсеєв (1917-2000) — академік РАН

- 21.04.00 — Дімітр Дімітров (Димитър Димитров) (1932-2002) — міністр освіти і науки Болгарії, ректор Технічного університету (1992-1999), Софія

- 30.03.01 — Дуллі Беррі — технічний радник Дослідного інституту електроенергетики США

- 22.03.02 — Ласло Капойї — голова правління ТОВ «Систем Консалтинг», дійсний член Угорської АН

- 26.09.03 — Котельников Володимир Олександрович — академік РАН

- 14.05.04 — Вілфрід Штоль (Wilfried Stoll) — Президент компанії ФЕСТО

- 27.04.07 — Петер Шарфф — ректор Технічного університету Ільменау

- 2010 — Олександр Юхимович Шейндлін — академік РАН, почесний директор ОІВТ (Об'єднаного інституту високих температур)

- 19.04.13 — Дадлі Брайен Сполдінг (1923-2016) — керуючий директор компанії CHAM Ltd

- 15.05.14 — Алі Аббасов Мамед Огли — міністр зв'язку та інформаційних технологій Азербайджану

- 30.05.14 — Тадеуш Вєнцковський — ректор Вроцлавського технологічного університету, Польща

- 27.06.14 — Дуйшеналієв Туратбек Болотбекович — ректор Киргизького державного технічного університету ім. В. Раззакова, Киргизія

- 2014 — Суан Фунг Нья (Phùng Xuân Nhạ) — президент В'єтнамського національного університету, В'єтнам

- 2015 — Клаус Рідлі (Klaus Riedle) — професор, доктор-інженер, член правління VDI-GEU, Австрія

- 07.04.17 — Родні Джон Аллам (Rodney John Allam) — лауреат Нобелівської премії миру, Велика Британія

- 28.04.17 — Дітріх Меллер (Dietrich Möller) — президент компанії "Сіменс" в Росії, Німеччина

## Почесні професори МЕІ
У 2017 році в інституті було введено звання «Почесний професор МЕІ». Це звання присвоюється довічно "видатним вченим світового рівня, що мають науковий або педагогічний зв'язок з МЕІ і зробили внесок у розвиток МЕІ, видатним ученим і державним діячам, які зробили істотний внесок у розвиток взаєморозуміння між народами". В МЕІ звання «Почесний професор МЕІ» присвоєно:
- Джіанг Пейсюе — директор факультету теплоенергетики Університету Цінхуа, Китай (11.10.17)[72].

- Хіллер Петер Карл Гюнтер — керівник Московського відділення Німецької служби академічних обмінів (DAAD)

- Батхуяг Содовин — професор Монгольського державного університету науки і технології (МДУНТ)[73]

- Джон Фергюсон — доктор технічних наук, радник директора Об'єднаного інституту ядерних досліджень (Дубна, Росія)

- Бурман Олексій Петрович — Головний експерт РАО "Єдині Енергетичні Системи Росії", Росія

- Олаф Хардер — ректор ВТШ Констанц, Німеччина

- Олександр Шілл — професор ТУ Дрездена, Німеччина

- Ахім Зауер — заступник генерального директора ТОВ "Сіменс" (Москва), Німеччина

- Вольфганг Фенглер — заступник генерального директора ТОВ "Сіменс" (Москва), Німеччина

- Вольф-Дітмар Оберхофф — співробітник IBM-Deutschland, Німеччина

- Бернд-Дітер Фрідріх — співробітник "Фольксваген", Німеччина

- Іван Тауфер — професор ВХТІ м. Пардубиці, Чехія

- Баатар Очірбат — ректор Монгольського державного університету науки і технології (МДУНТ) (5.02.2018)[74]

## Найбільш відомі випускники
Відомі випускники МЕІ
- Акімов Олександр Федорович  — начальник зміни 4-го енергоблока Чорнобильської АЕС, герой-ліквідатор
- Аметістов Євген Вікторович — радянський і російський вчений теплофізик, член-кореспондент РАН
- Асмолов Володимир Григорович — російський вчений теплофізик, перший заступник Генерального директора ОАО «Росенергоатом», голова НТС № 1 ДК «Росатом», член дисертаційних рад НДЦ «Курчатовський інститут», МЕІ; Член правління Ядерного товариства Росії
- Батенін Вячеслав Михайлович — радянський і російський учений в галузі теплофізики, директор Структурного інституту Фізико-технічних проблем енергетики ОИВТ РАН, член-кореспондент РАН
- Богомолов Олексій Федорович — радянський вчений-радіотехнік, Герой Соціалістичної Праці (1958), академік РАН
- Бондур Валерій Григорович — вчений в галузі досліджень Землі з космосу, академік РАН
- Боос Георгій Валентинович – губернатор Калінінградської області
- Брусєнцов Микола Петрович — головний конструктор троїчної ЕОМ «Сетунь», заслужений науковий співробітник МДУ
- Бурцев Всеволод Сергійович — російський вчений в галузі систем управління і теорії конструювання універсальних ЕОМ, академік РАН
- Волков Єдуард Петрович — російський вчений-енергетик, академік РАН
- Волчков Єдуард Петрович — радянський і російський учений в галузі теплофізики, очолює кафедри технічної теплофізики НДТУ, академік РАН
- Генералов Сергій Володимирович — депутат Державної Думи РФ (1998-1999 рр.), Міністр палива та енергетики (1999-2003 рр.), президент групи "Промислові інвестори"
- Дубінін Віталій Олексійович — басист групи «Арія»
- Євтіхієв Микола Миколайович — радянський і російський учений в галузі наукового приладобудування, з 1964 по 1998 ректор МІРЕА, академік РАН
- Жаров Дмитро Володимирович — кандидат технічних наук, інженер-теплотехнік
- Йон Ілієску — румунський політик, сенатор від Соціал-демократичної партії. Президент Румунії в 1990-1996 і 2000-2004
- Івановський Олег Генріхович — провідний конструктор космічного корабля «Восток», творець автоматичних міжпланетних станцій
- Казарін Юрій Іванович — журналіст, головний редактор газети "Вечірня Москва" (1998-2000 рр.)
- Кірілін Володимир Олексійович — радянський державний і партійний діяч, вчений в галузі енергетики та теплофізики, академік АН СССР
- Кірюхін Володимир Іванович — головний конструктор ВО «Калузький турбінний завод», член-кореспондент АН СРСР
- Коркунов Андрій Миколайович — російський підприємець, засновник шоколадної фабрики А. Коркунов, віце-президент Загальноросійської громадської організації малого і середнього підприємництва «Опора Росії»
- Кощавцев Микола Федорович — вчений, винахідник
- Копаєв Юрій Васильович — радянський і російський фізик, директор Відділення фізики твердого тіла Фізичного інституту РАН, академік РАН
- Котельников Володимир Олександрович — радянський і російський учений в області радіотехніки, радіозв'язку і радіоастрономії, академік РАН
- Лаврентьєв Анатолій Йосипович — радянський дипломат, міністр закордонних справ РРФСР
- Левін Володимир Констянтинович — радянський і російський учений в області нанотехнологій та інформаційних технологій, академік РАН
- Лі Пен — прем'єр Держради Китайської Народної Республіки
- Лопато Георгій Павлович — творець численних машин серії «Мінськ», головний конструктор однорідної многомашинной ВС «Мінськ-222» (1966 р.), член-кореспондент АН СРСР
- Панков Михайло Андрійович — Герой Радянського Союзу
- Пелевін Віктор Олегович — письменник
- Малькевич Владислав Леонідович — перший заступник Міністра зовнішньої торгівлі СРСР, голова президії ТПП СРСР
- Маркін Володимир Миколайович — російський співак, підприємець, автор і виконавець пісень. Свояк Сергія Мінаєва. Займає посаду директора ДК МЕІ
- Мар'яновський Мойсей Фроїмович — Герой Радянського Союзу
- Матюхін Володимир Георгійович — генерал армії, директор ФАПСІ в 1999-2003 роки, доктор технічних наук
- Мельніков Володимир Андрійович — радянський конструктор обчислювальної техніки, академік АН СРСР
- Митропольський Юрій Іванович — радянський і російський учений в галузі високопродуктивних обчислювальних систем, член-кореспондент РАН
- Наяшков Іван Семенович — голова Держкомітету СРСР у справах винаходів і відкриттів
- Неізвєсний Ігор Георгійович — радянський і російський учений в галузі фізики напівпровідників і фізичних основ напівпровідникових приладів, член-кореспондент РАН
- Овчинніков Федір Якович — заступник Міністра енергетики та електрифікації СРСР, генеральний директор МХО «Інтератоменерго», перший директор Нововоронезької АЕС. Лауреат Державної премії СРСР, Герой Соціалістичної Праці
- Ольховський Гурген Гургенович — російський вчений в галузі турбінобудування, член-кореспондент РАН
- Попов Станіслав Григорович — президент Російського танцювального союзу, віце-президент Всесвітньої Федерації спортивних танців
- Поспелов Гермоген Сергійович — радянський вчений в галузі автоматичного управління, генерал-майор, академік РАН
- Семіхатов Микола Олександрович — радянський вчений у галузі теорії, методології проектування експериментальної обробки і виготовлення систем управління рухомих об'єктів спеціального призначення, Герой Соціалістичної праці, академік РАН
- Соломатін Єгор Юрійович — інженер-системотехнік
- Судець Тетяна Олександрівна — телеведуча і диктор телебачення
- Трещьов Сергій Євгенійович — космонавт
- Тинкован Олександр - засновник бренду і президент компанії "М-Відео"
- Філатов Сергій Олександрович — перший заступник Голови Верховної Ради РРФСР-Російської Федерації, Керівник Адміністрації Президента Російської Федерації
- Філіппов Геннадій Олексійович — радянський і російський учений в галузі фізико-технічних проблем енергетики, академік РАН
- Хлопкін Микола Сидорович — радянський і російський учений в галузі теплофізики та ядерної енергетики, Герой Соціалістичної Праці, ветеран Великої Вітчизняної війни, академік РАН
- Холстінін Володимир Петрович — гітарист групи «Арія»
- Черток Борис Овсійович — радянський і російський учений в галузі космонавтики, один з найближчих соратників С. П. Корольова, академік РАН
- Шейндлін Олександр Юхимович — радянський і російський учений в галузі теплофізики, Герой Соціалістичної праці, академік РАН
- Шереметьєвський Микола Миколайович — один з найближчих соратників С. П. Корольова, Герой Соціалістичної праці, академік РАН
- Шпильрайн Евальд Емільйович — радянський і російський учений в галузі теплофізики, Герой Соціалістичної праці, професор МЕІ і МФТІ, член-кореспондент РАН
- Якубовський Фуад Борисович — міністр монтажних і спеціальних будівельних робіт СРСР[76].

## Навчалися, але не закінчили МЕІ
- Альберт Абубакірович Галєєв — відомий радянський і російський фізик, академік РАН, почесний директор Інституту космічних досліджень РАН.

- Бекмамбетов Тимур Нуруахітович — відомий російський режисер.

- Микола Миколайович Іноземцев (4 квітня 1921, Москва — 12 серпня 1982) — радянський економіст і політолог.

Особливу групу складають студенти, покликані в 1953 році з випускних курсів в армію і зараховані слухачами 5-го курсу факультету реактивного озброєння Військової академії імені Ф.  Е.  Дзержинського. У їх числі:
- Рюмкін Віктор Михайлович — генерал-лейтенант, Лауреат Держпремії СРСР, Заслужений діяч науки і техніки РРФСР, кандидат технічних наук, заступник Командувача космічними військами МО СРСР[77]

- Алексєєв Едуард Вікторович — генерал-майор, Заслужений діяч науки і техніки РРФСР, доктор технічних наук, професор, начальник 50 ЦНДІ КС МО СРСР[78]

- Бордюков Михайло Михайлович — генерал-майор, Лауреат Держпремії СРСР, кандидат технічних наук, заступник начальника НДІ-4 МО СРСР

- Патрушев Володимир Семенович — генерал-майор, Заслужений діяч науки і техніки Казахської РСР, Почесний громадянин Байконура, начальник управління ГУКОС МО СРСР[79]

## Нагороди
Премія Співдружності Незалежних Держав (2017)
Московський енергетичний інститут удостоєний низки державних нагород:
- Орден Леніна (13 грудня 1940) — «за особливі заслуги в справі підготовки висококваліфікованих інженерно-технічних і наукових кадрів»[80]

- Орден Жовтневої революції (9 липня 1980) — «за успіхи у справі підготовки висококваліфікованих інженерно-технічних і наукових кадрів»[15]

- Медаль «За освоєння цілинних земель» (16 вересня 1963)[81]

- Комсомольська організація інституту нагороджена медаллю «За освоєння цілинних земель» (1964)[15]

- Червоний прапор ЦВК СРСР, ЦК ВЛКСМ, ВЦРПС і газети «Комсомольска правда» (1935) — за перше місце в соціалістичному змаганні серед Вузів країни[15]

МЕІ також нагороджений орденами і медалями інших держав:
- Орден «Прапор праці» 3 ступеня (Німецька Демократична Республіка, 18 жовтня 1971)

- Орден «Народна Республіка Болгарія» I ступеня (НРБ, 15 грудня 1975)

- Медаль імені Яна Амоса Коменського (ЧССР, 7 грудня 1976)

- Орден Дружби (Соціалістична Республіка В'єтнам, 30 січня 1978)

- Золотий знак ордена Заслуг перед Польською Народною Республікою (ПНР, 10 квітня 1987)

- Орден Праці першого ступеня (Соціалістична Республіка В'єтнам, 14 квітня 2015)

- Орден Полярної Зірки (Монголія, 12 грудня 2016)[82][83]

## Рейтинги
У 2014 році агентство «Експерт РА» присвоїло інституту рейтинговий клас «В» означає «дуже високий» рівень підготовки випускників. Єдиним ВУЗом в СНД, що отримав в даному рейтингу клас «А» («виключно високий рівень») став МДУ.

## Цікаві факти
У МЕІ працював доцентом кафедри фізвиховання заслужений майстер спорту СРСР, заслужений тренер СРСР А. А. Харлампієв, Один з творців боротьби самбо. Серед десятків підготовлених ним в МЕІ майстрів спорту СРСР зі спортивного самбо — триразовий чемпіон СРСР з самбо і дворазовий чемпіон Європи з дзюдо в складі збірної команди СРСР А. Ф. Каращук, кандидат технічних наук. Меморіальна дошка Харлампієва встановлена на будівлі бібліотеки МЕІ (скульптор — член-кореспондент Російської академії мистецтв Салават Олександрович Щербаков).
У МЕІ багато років працював на кафедрі ТОЕ Боголюбов Валентин Євгенович (1915-1992), доктор технічних наук, професор, фахівець в галузі розрахунку нелінійних електричних ланцюгів. У 1978 році він вступив до братства Троїце-Сергієвої Лаври, ніс послух читця, потім прийняв постриг з ім'ям Філадельф і в 1985 році був висвячений в сан ієромонаха. Написав книгу «Слово про діяння Пресвятої Богородиці». У 1992 році прийняв схиму як ієросхимонах Мойсей.
У 1971 році в сквері біля головної будівлі МЕІ влаштувався пастися табун лосів, які прийшли з парку «Лосиний острів». Після двох діб перебування лосів вивезли в парк.
Знаменита сцена здачі іспиту з кінофільму Операція «И» та інші пригоди Шурика знімалася в аудиторії Б-200 головного навчального корпусу МЕІ.
Назва вулиці, на якій стоїть МЕІ виникло раніше радянської влади: в будинку 4/1 розташовувався Третій Московський Імператора Олександра II кадетський корпус і з моменту спорудження ця будівля називалася Червоними казармами.
В даний час датою заснування інституту вважається 1930 рік, однак до 1976 року святкувалися 50, 60 і 70-річчя і видавали ювілейні книги, оскільки відлік вівся від організації в МВТУ в 1905 році електротехнічного факультету. Нинішній відлік ведеться від року об'єднання цього факультету з електропромисловим факультетом ІНХ ім. Плеханова.
У 1992 році співак і телеведучий Володимир Маркін зняв фільм «Ми з МЕІ», в якому взяли участь як відомі випускники вузу (Тетяна Судец, Віталій Дубінін, Володимир Холстінін і інші), але також і Олександр Градський, Михайло Грушевський, Сергій Мінаєв та інші.